# Klaus Backhaus
Klaus Backhaus (* 15. Februar 1947 in Mülheim an der Ruhr) ist ein deutscher Ökonom.

## Leben
Klaus Backhaus studierte von 1966 bis 1970 Wirtschaftswissenschaften an der Ruhr-Universität Bochum. Dort wurde er 1972 zum Dr. rer. oec. promoviert. 1979 habilitierte er sich mit einer Habilitationsschrift über Auftragsplanung im industriellen Anlagengeschäft für das Fach Betriebswirtschaftslehre. 1973/1974 war er Visiting Research Scholar an der Pennsylvania State University. Von 1974 bis 1978 arbeitete er in Erlangen im Vertrieb der Siemens AG.
1979 berief ihn die Freie Universität Berlin zum Professor für Betriebswirtschaftslehre. Von 1980 bis 1986 war er Professor an der Johannes Gutenberg-Universität Mainz. Danach wurde er Direktor des Betriebswirtschaftlichen Instituts für Anlagen und Systemtechnologien an der Westfälischen Wilhelms-Universität in Münster und Honorarprofessor an der TU Berlin.
Backhaus ist seit 2002 ist ordentliches Mitglied der Nordrhein-Westfälischen Akademie der Wissenschaften und der Künste. Er ist Autor mehrerer Standardwerke im Bereich Marketing und wurde 2008 vom Studentenmagazin UNICUM zum „Professor des Jahres“ im Bereich Wirtschaftswissenschaften/Jura gewählt.
Backhaus erhielt Rufe an die Ludwig-Maximilians-Universität München, die Universität Mannheim, die Universität Stuttgart, die Universität Maastricht, Universität Basel und Universität Bayreuth. Er war Mitglied des Vorstandes der Schmalenbach-Gesellschaft und Fachgutachter für Betriebswirtschaftslehre der Deutschen Forschungsgemeinschaft. Er hatte Aufsichtsrats- und Beiratsmandate und beriet internationale Technologieunternehmen.

## Ehrendoktorwürden
- 2005 von der Universität St. Gallen

## Schriften
- mit Joachim Büschken und Markus Voeth: Internationales Marketing. 5. Auflage. Schäffer-Poeschel, Stuttgart 2003, ISBN 978-3-7910-2623-7.
- mit Markus Voeth: Industriegütermarketing. 8., vollständig neu bearbeitete Auflage. Vahlen, München 2006, ISBN 978-3-8006-3351-7.
- mit Helmut Schneider: Strategisches Marketing. 3., überarbeitete Auflage. Schäffer-Poeschel, Stuttgart 2020, ISBN 978-3-7910-4694-5.
- mit Bernd Erichson, Sonja Gensler, Rolf Weiber und Thomas Weiber: Multivariate Analysemethoden. 17., aktualisierte Auflage. Springer Gabler, Wiesbaden 2023, ISBN 978-3-658-40464-2.